# Aire d'attraction des Abrets en Dauphiné
L'aire d'attraction des Abrets en Dauphiné est un zonage d'étude défini par l'Insee pour caractériser l’influence de la commune des Les Abrets en Dauphiné sur les communes environnantes.

## Définition
L'aire d'attraction d'une ville est composée d’un pôle, défini à partir de critères de population et d’emploi ainsi que d’une couronne constituée des communes dont au moins 15 % des actifs travaillent dans le pôle. Le pôle d’attraction constitue ainsi un point de convergence des déplacements domicile-travail,.

## Géographie
L’aire d'attraction des Abrets en Dauphiné est une aire intra-départementale qui ne comporte qu'une communes, localisée dans l'Isère. 

### Composition communale
| Nom                                     | Code Insee | Département | Statut         | Superficie (km2) | Population (dernière pop. légale) | Densité (hab./km2) | Modifier                                    |
| --------------------------------------- | ---------- | ----------- | -------------- | ---------------- | --------------------------------- | ------------------ | ------------------------------------------- |
| Les Abrets en Dauphiné (commune-centre) | 38001      | Isère       | commune-centre | 27,41            | 6 713 (2022)                      | 245                | modifier les données · modifier les données |

## Démographie
Cette aire est catégorisée dans les aires de moins de 50 000 habitants, une catégorie qui regroupe 12,2 % de la population au niveau national,.